# Masturbate-a-thon
Masturbate-a-thon er navnet på en række internationale events, hvor deltagerne masturberer, dels for at samle penge til godtgørende formål, og dels for at øge offentlighedens opmærksomhed på tabuerne omkring onani. Der uddeles priser for særlige præstationer såsom langtidsonani, antal orgasmer, længdesprøjt og præcisionssprøjt.
Verdens første Masturbate-a-thon fandt sted i San Francisco i 1999.
Det første danske Masturbate-a-thon fandt sted i 2008.
Ved det danske Masturbate-a-thon i 2009 blev der slået to verdensrekorder for kvinder, deriblandt 222 orgasmer (hvoraf de fleste var sprøjteorgasmer).

## Eksterne links
- Den amerikanske Masturbate-a-thon hjemmeside Arkiveret 5. juni 2009 hos  Wayback Machine
- Den engelske Masturbate-a-thon hjemmeside Arkiveret 23. maj 2009 hos  Wayback Machine
- Den danske Masturbate-a-thon hjemmeside
- Ekstra Bladet 30.5.2009: Onani-maraton: Kvinde kom 222 gange